# Марония
Маро́ния (греч. Μαρώνεια) — деревня в Греции. Расположена на высоте 181 метр над уровнем моря, у подножия горы Исмара (Ίσμαρος), восточнее Македонии, на территории греческой Фракии, в 20 километрах к юго-западу от Сапе, административного центра общины, в 26 километрах к юго-востоку от Комотини, в 218 километрах к востоку от Салоник и в 360 километрах к северо-востоку от Афин. Входит в общину (дим) Марония-Сапе в периферийной единице Родопи в периферии Восточной Македонии и Фракии. Население 427 жителей по переписи 2011 года.
В 10 километрах к северу от деревни проходит автострада 2 «Эгнатия», часть европейского маршрута E90.

## История
Археологические находки в пещерах недалеко от современной Маронии говорят о том, что они были обжиты в период позднего неолита (5300—3800 до н. э.).
Восточнее Маронии в месте Айос-Еорьос находятся руины акрополя, отождествляемые с городом киконов Исмаром IX—VIII века до н. э., упоминаемым Гомером в «Одиссее».
На территории современной Маронии располагался древний город Маронея, основанный колонистами на юго-западном склоне Исмара в VII веке до н. э. В Маронее родились киники Метрокл и Гиппархия.
Согласно бытовавшей легенде, древняя Маронея была основана Мароном, сыном Диониса. Плиний Старший сообщает, что поселение гораздо старше предполагаемого возраста — на месте Маронеи находилось древнефракийское поселение под названием Ортагур (Ortagures).
В IV веке до н. э. Маронея, которая имела тесные связи с Одрисским царством, стала центром торговли во Фракии.

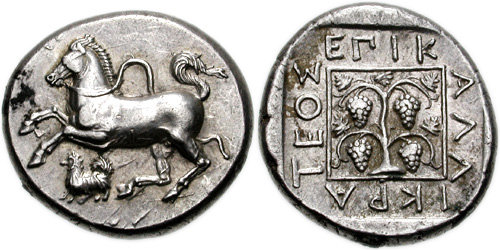
Серебряная тетрадрахма из Маронеи, 386—347 годы до н. э.

Примерно в 200 году до н. э. город был взят штурмом после долгой осады Филиппом Македонским во время Второй Македонской войны, который излил свой гнев к непокорным гражданам Маронеи, вырезав большую часть взрослого населения. Римская республика, впоследствии одолев жестокого и вероломного царя Филиппа, предоставила Маронеи статус свободного города.
Издревле основным занятием жителей Маронеи было производство вина. В период римского господства вина Маронеи славились на всю империю. Они, по выражению некоторых летописцев, обладали особым вкусом и сладким ароматом. Монеты, найденные во время раскопок на территории древнего поселения, подтверждают сообщения историков — на монетах изображены гроздья винограда и, по всей видимости, сам Дионис, которого особо почитали граждане Маронеи.

## Археологические раскопки на территории Маронии

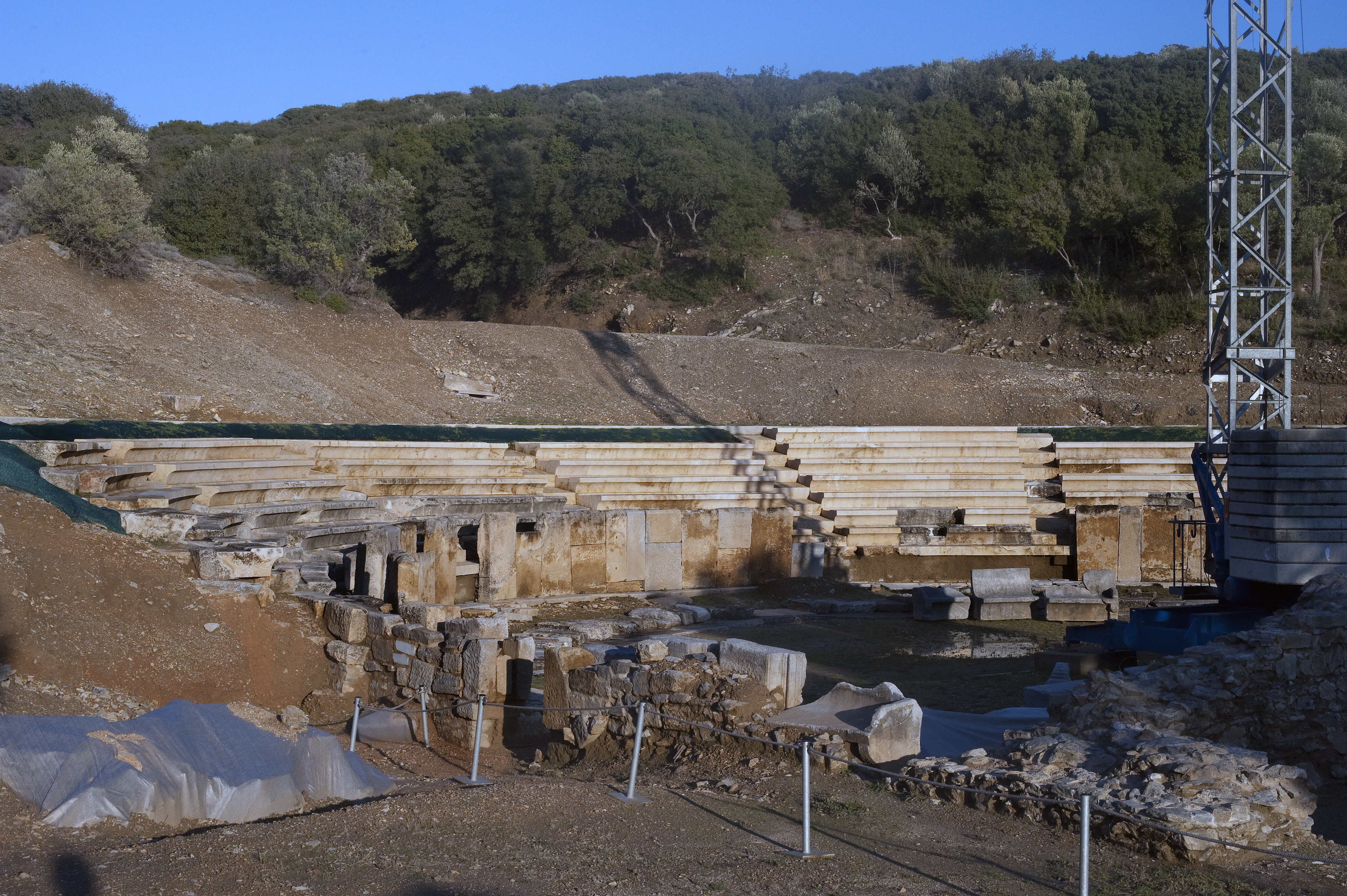
Развалины древнего театра

На протяжении 50 лет на территории современной Маронии велись масштабные археологические раскопки, пролившие свет на историю не только самого поселения, но и на историю целого региона. Позднее, археологические раскопки привели к образованию целого археологического заповедника, в котором были обнаружены остатки стен древнего поселения, античный театр, святилище божества Диониса, фрагменты мозаики, а также триумфальная арка эпохи римского императора Адриана и остатки византийских храмов.

## Общинное сообщество Марония
В местное сообщество Марония входят пять населённых пунктов. Население 570 жителей по переписи 2011 года. Площадь 76,803 квадратных километров.
| Наименование    | Население (2011), человек |
| --------------- | ------------------------- |
| Айос-Хараламбос | 3                         |
| Ано-Аските      | 49                        |
| Аските          | 68                        |
| Марония         | 427                       |
| Платанитис      | 23                        |

## Население
| Год  | Население, человек |
| ---- | ------------------ |
| 1991 | 527                |
| 2001 | 654                |
| 2011 | ↘ 427              |